# Tannosome
Tannosome là bào quan tìm thấy trong những tế bào thực vật có mạch.

## Sự hình thành và chức năng
Tannosome hình thành khi lục lạp chuyển thành dạng túi chứa đầy chất tannin. Một cách chầm chậm, những túi này vỡ ra thành các bóng như không bào nhỏ mang tannin và cả những không bào lớn chứa đựng chất dịch axit hóa. Sau đó, tannin được vận chuyển đến không bào chính, bồi tụ và lưu trữ dần dần bên trong.
Tannosome có vai trò quan trọng trong quá trình tổng hợp và sản xuất tannin ngưng tụ cũng như polyphenol. Tannosome ngưng tụ tannin trong những cơ quan thực vật chứa diệp lục, tăng cường khả năng đề kháng động vật ăn cỏ và các tác nhân gây bệnh, đồng thời bảo vệ tránh khỏi tác hại của tia cực tím.

## Khám phá
Tannosome được phát hiện vào tháng 9 năm 2013 bởi những nhà nghiên cứu Pháp và Hungary.
Sự khám phá ra bào quan tannosome gợi ý cho chúng ta một phương hướng để điều chỉnh lượng tannin phù hợp nhằm tối ưu hương vị của rượu vang, trà, sô cô la và những thức ăn khác.